# Abbazia di Nonantola
L'abbazia di Nonantola è l'edificio monastico che fu sede di un'importante abbazia benedettina - anche territoriale -, sito nel comune di Nonantola in provincia di Modena. Era una delle tappe della Via Romea Nonantolana, che deriva il nome proprio dall'abbazia modenese. Dal 1940 è monumento nazionale.

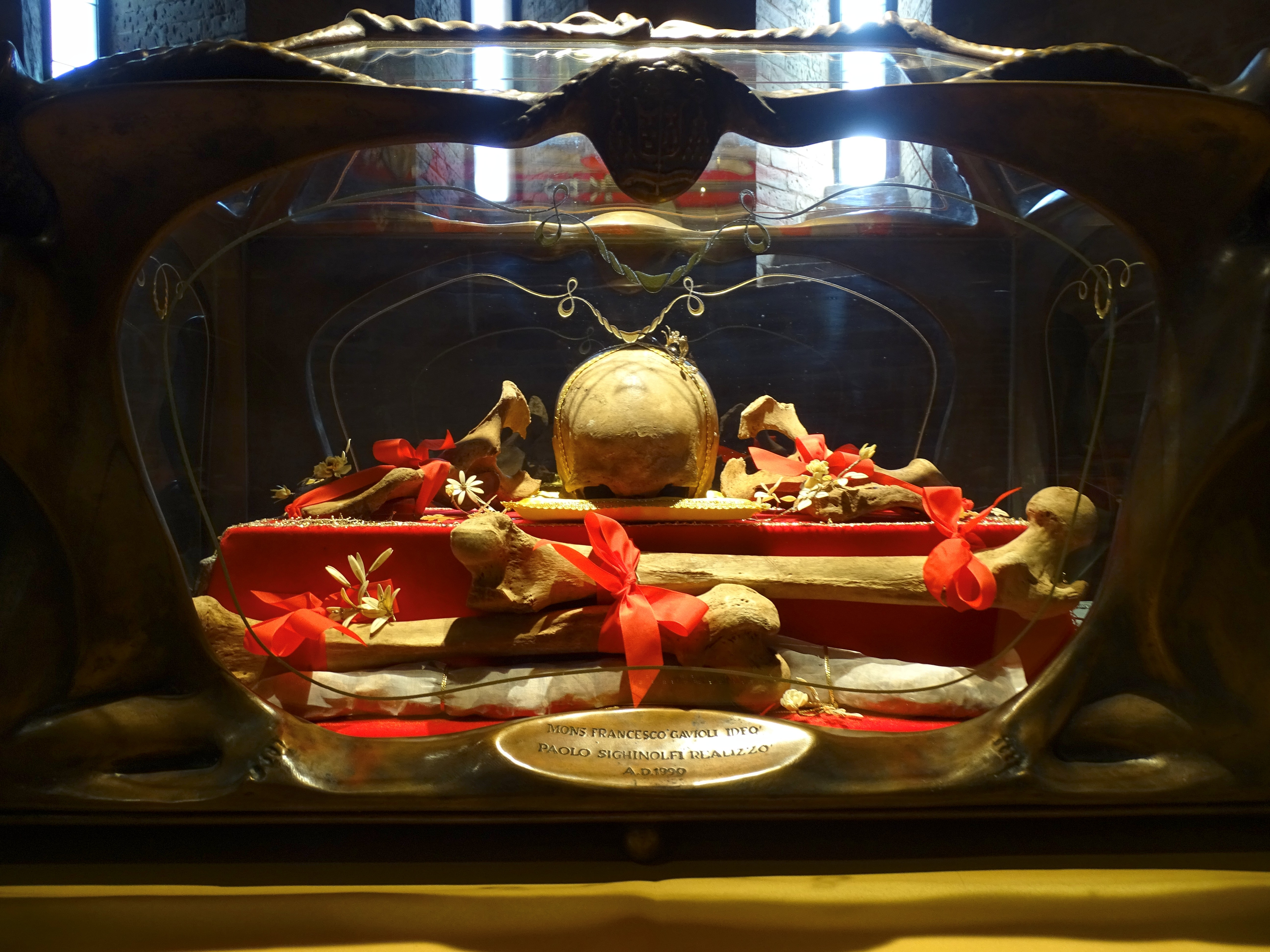
Reliquie di San Silvestro

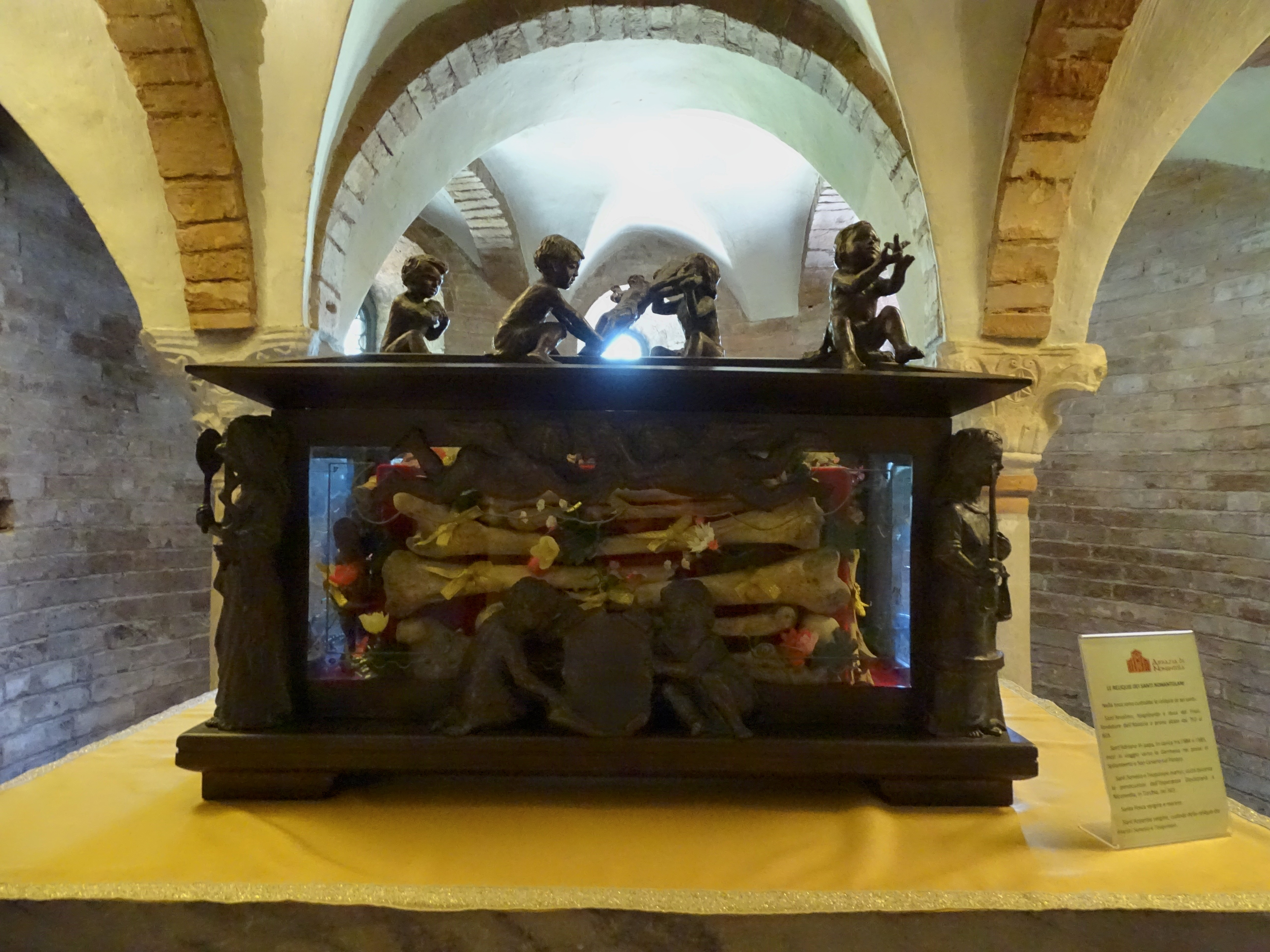
Reliquie dei Santi nonantolani

## La fondazione
L'abbazia fu fondata nel 752 dall'abate Anselmo sul territorio ricevuto in dono dal proprio cognato, il re Astolfo. Anselmo da laico era stato duca del Friuli ed era poi diventato monaco benedettino. Per i longobardi la fondazione dell'abbazia dava la possibilità di accrescere l'influenza longobarda nella fascia che aveva costituito il confine con l'esarcato bizantino appena conquistato e incoraggiava la valorizzazione agricola della zona.

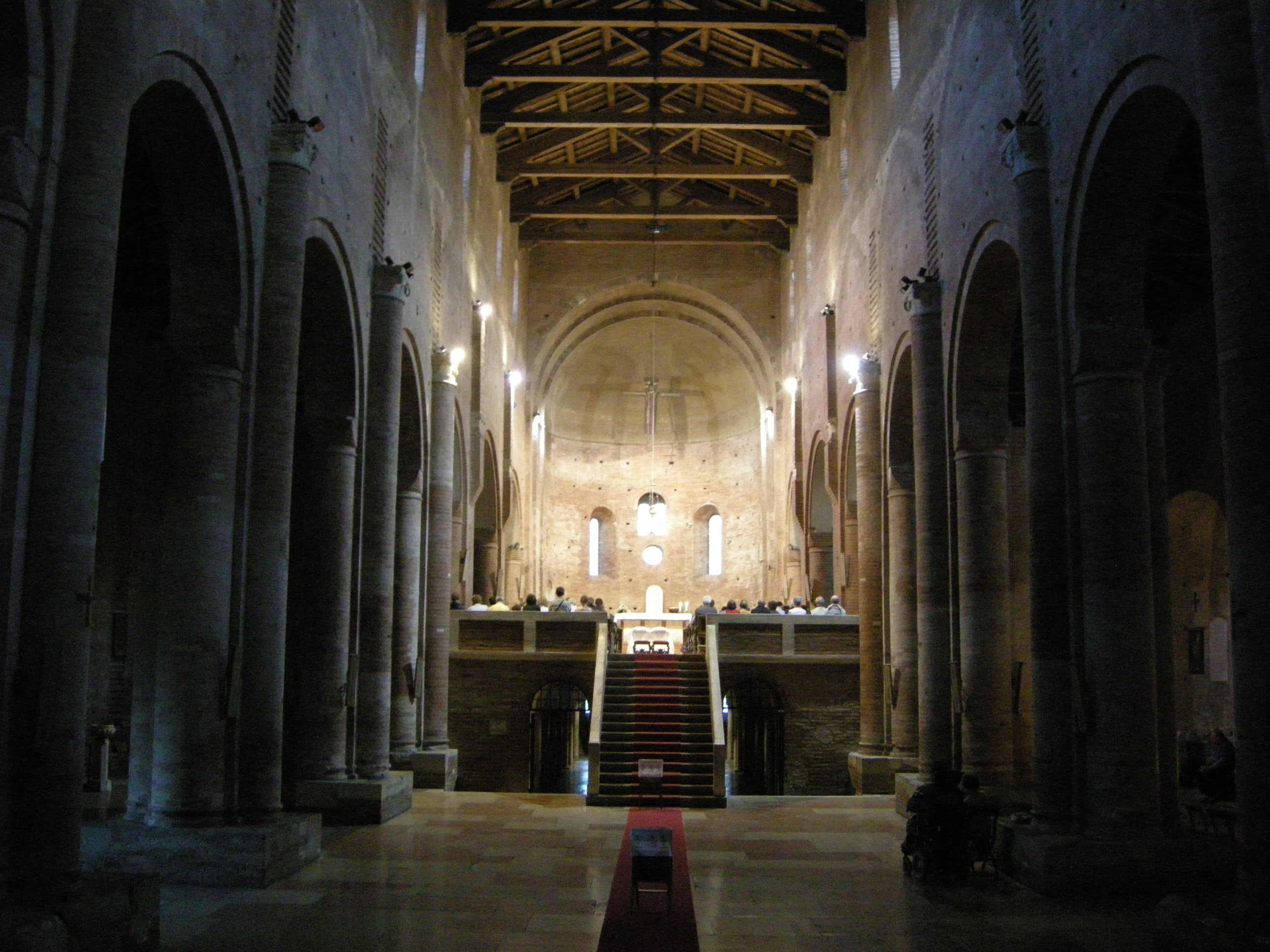
Interno

Nella donazione era ricompreso, oltre a un vasto territorio per lo più paludoso intorno al luogo dove è stata costruita l'abbazia, anche un vasto possesso di boschi nella zona appenninica di Fanano.
La chiesa abbaziale fu dedicata a Maria Vergine e a San Benedetto, poi ai santi Apostoli, successivamente a San Silvestro, quando avvenne la traslazione di questo papa da Roma a Nonantola. A tutt'oggi l'abbazia custodisce alcune reliquie dello stesso san Silvestro.
Fu la sede dell'incontro fra papa Marino e l'imperatore Carlo il Grosso e il luogo di sepoltura di papa Adriano III. L'abbazia fu saccheggiata dagli Ungari nell'899. Anche prima dell'anno 1000 l'Abbazia aveva agenzie di vendita e di approvvigionamento a Pavia, Piacenza e Cremona, che erano città raggiungibili tramite vie d'acqua come il Panaro e il Po. Gli agenti dell'abate intervenivano alle fiere che periodicamente si tenevano nelle loro città, acquistando e vendendo merci.
Nel 1013 l’abate Rodolfo I commissiona il portale dell'erigenda basilica romanica. Il terremoto del 1117 domandò ricostruzioni. Ma l'abbazia continuò a svolgere un ruolo importante, non solo di carattere religioso. 
Nel XIII secolo l'abbazia promosse la bonifica di estesi acquitrini fra Crevalcore e la sua frazione di Palata Pepoli, terre che erano di proprietà dell'abbazia.

## La chiesa e il monastero

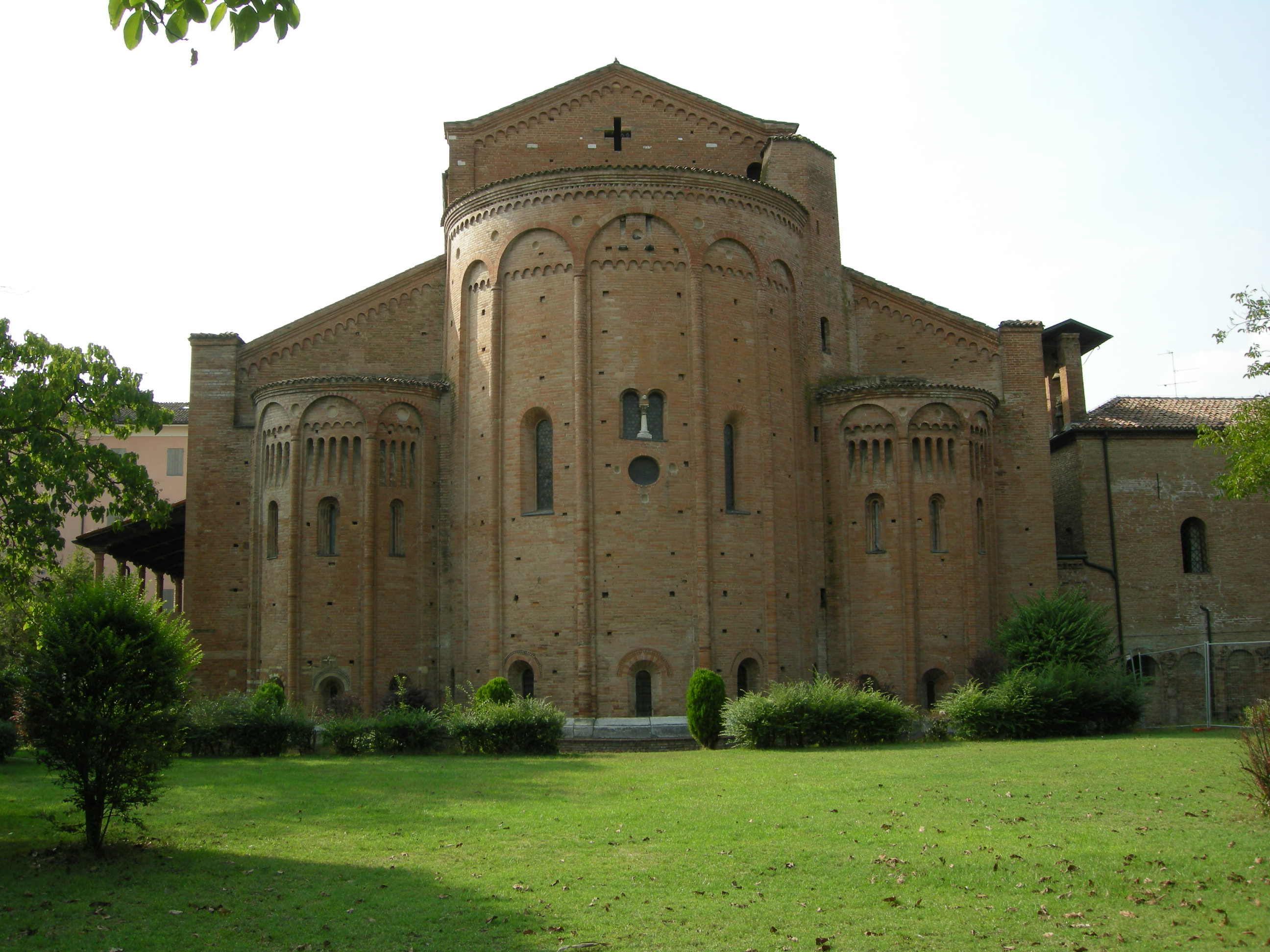
Absidi

L'importanza storica dell'abbazia e il suo ruolo nella bonifica agraria di una vasta parte della pianura modenese non trova una corrispondente importanza dal punto di vista architettonico. La costruzione dell'attuale chiesa, in stile romanico, è iniziata a partire dall'VIII secolo dal coevo monastero benedettino di cui si sono conservate le sale del refettorio. Sono attribuite ad allievi di Wiligelmo (che aveva operato nel duomo di Modena) le decorazioni del portico, in particolare due leoni stilofori e alcune formelle di marmo, tra cui quella con l'Adorazione dei Magi.
La cripta presenta 64 colonne che secondo l'uso del tempo hanno capitelli di stili diversi (sono infatti di diversa provenienza, recuperati e riutilizzati nel restauro del 1913-17).
Il crocifisso che pende al centro dell'abside maggiore è una delle primissime opere del pittore cappuccino padre Angelico Bertini. È datato 1914 e riproduce il celebre affresco della chiesa di Santa Maria Antiqua in Roma.

## L'amministrazione delle terre

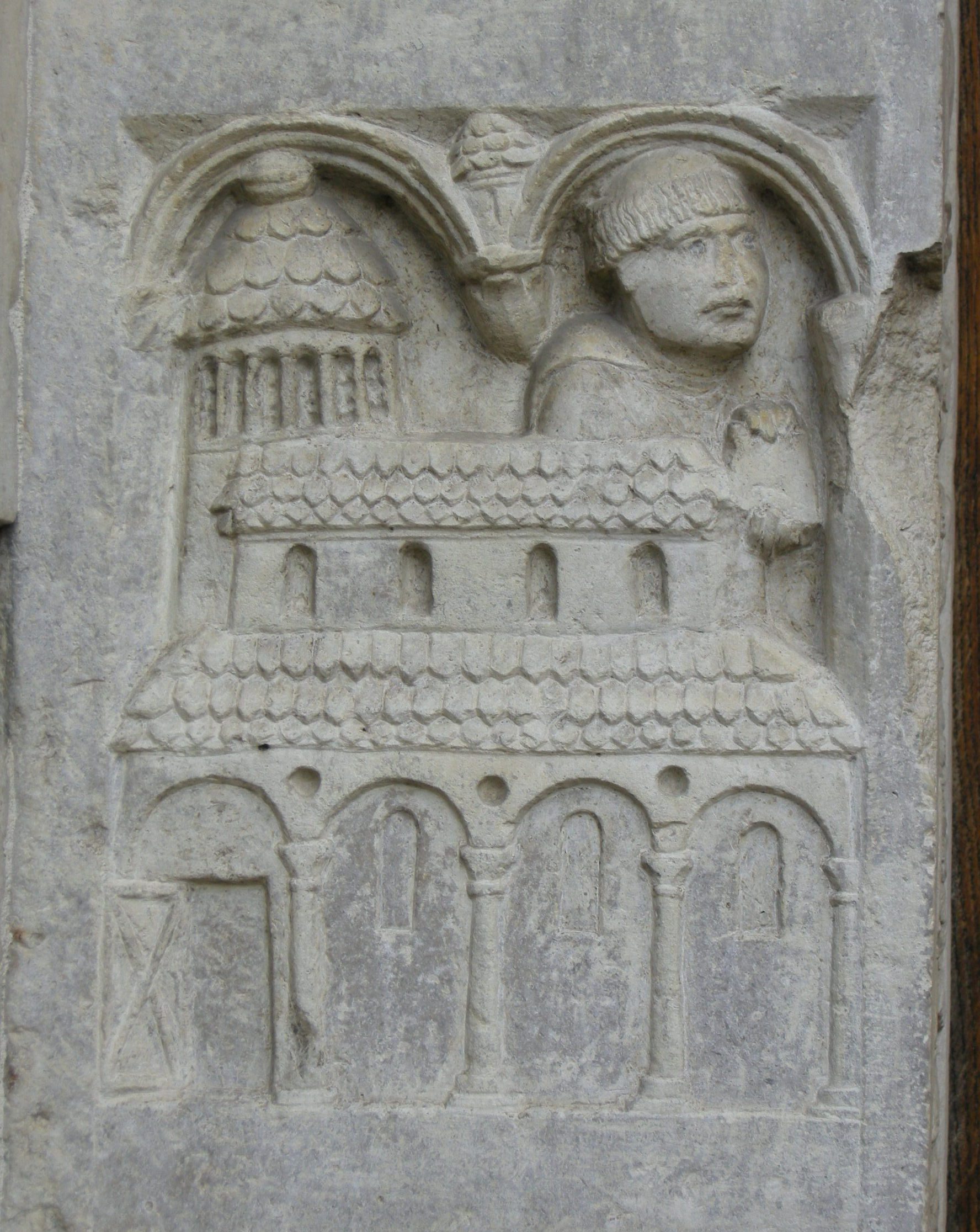
Formella del portale con Anselmo che fonda l'abbazia

L'abbazia di Nonantola possedette proprietà terriere molto estese, sia in Emilia che in Toscana, e fu un importante punto di riferimento per un'intensa attività di bonifica dei terreni. Secondo uno schema caratteristico delle abbazie benedettine, il terreno agricolo venne suddiviso in corti, a loro volta comprendenti una pars dominica e una pars massaricia: il monastero riservava a sé la conduzione diretta della prima e affidava in enfiteusi ai coloni la seconda secondo un concetto che si svilupperà nella grancia.
La parte della pianura ha visto spostarsi i terreni affidati in enfiteusi man mano che si estendevano le bonifiche e a partire dalla fine del XV secolo assunse quei confini del territorio concesso in enfiteusi alla Partecipanza agraria di Nonantola che l'esercitò in forma collettiva per secoli e che nel 1961 è riuscita a riscattare i residui diritti dell'abbazia.
Anche il territorio di Fanano fu concesso in enfiteusi agli abitanti del comune, ma il dominio utile fu retrocesso dal Comune allo Stato, perché impossibilitato ad amministrarlo in modo da evitare gli abusi. Quando al Ducato di Modena subentrò il regno d'Italia il dominio utile fu messo all'asta e dopo liti giudiziarie annose si pervenne al riscatto del cosiddetto dominio diretto, fino ad allora conservato dall'abbazia di Nonantola.

## Il sacro tesoro dell'abbazia
L'abbazia conserva uno dei più importanti tesori delle cattedrali italiane, formato da stauroteche della "Santa Croce" (su cui secondo il racconto evangelico fu crocefisso Cristo), lipsanoteche e rarissime reliquie tessili del IX secolo rinvenute per caso in abbazia del 2002 e in archivio. Il pezzo più importante è la stauroteca della Santa Croce di Gesù, contenente uno tra i maggiori presunti frammenti della Santa Croce (ve ne sono diversi in Europa), giunto a Nonantola da Costantinopoli al tempo dei primi abati che fungevano da ambasciatori per Carlo Magno presso l'Impero d'Oriente. Altri oggetti degni di menzione sono il braccio di San Silvestro, la cassetta-reliquiario in argento contenente le calotte craniche dei martiri Senesio e Teopompo (martirizzati a Nicomedia nel 303), e la cassettina in avorio.
Dal 2011 sono in esposizione anche due straordinari sacri tessuti datati IX-X secolo. Si tratta di un tessuto rosso (di chiara e sicura fattura presso gli opifici di Costantinopoli) con aquile all'interno di orbicoli e di un tessuto bianco con ricamati leprotti, leonesse e cervi (di fattura dell'Egitto fatimita o dell'Italia Meridionale). I due tessuti facevano parte del corredo funebre di san Silvestro I papa e sono in ottime condizioni di conservazione nonostante il trascorrere dei secoli. Il tesoro dell'abbazia è oggi visibile presso il Museo Benedettino e Diocesano, situato a pochi metri dalla chiesa.

## La biblioteca
Lo stesso primo abate, sant'Anselmo, procurò il primo nucleo di codici per il monastero. Presto si creò anche uno scriptorium: l'officina scrittoria di Nonantola fu uno dei principali centri di formazione della scrittura precarolingia.
I cataloghi bassomedievali elencano circa 250 codici, solo per quanto riguarda le opere liturgiche e patristiche, che dovevano costituire la metà circa della biblioteca intera.
Durante il XVII secolo gran parte dei libri venne concentrata a Roma, presso la casa generalizia della congregazione cistercense di San Bernardo in Italia, nella quale l'abbazia era confluita dal 1515. I codici rimasero quindi nella biblioteca del monastero della Basilica di Santa Croce in Gerusalemme, detta anche basilica Sessoriana, fino alla presa di Roma. In seguito ad essa e in attuazione delle leggi eversive già precedentemente emanate, il monastero fu soppresso e la sua biblioteca fu concentrata nella nuova Biblioteca Nazionale Centrale "Vittorio Emanuelel II". Presso di essa permane tuttora il fondo Sessoriano, che, reintegrato, custodisce il nucleo più importante dell'antica biblioteca nonantolana, con 45 codici.. Recentemente è stato digitalizzato per la consultazione nella sala manoscritti della Nazionale Centrale stessa.
Tre rilevanti codici non hanno mai abbandonato la sede originaria e fanno parte del percorso espositivo del Museo Benedettino e Diocesano, con un'apposita sala.

## L'archivio
L'archivio abbaziale vanta più di 4500 pergamene, di cui 131 precedenti l'anno 1000. Tra le più importanti ricordiamo quelle di Carlo Magno, con il suo celeberrimo monogramma, quella di Matilde di Canossa con la sua firma, e quella di Federico I Barbarossa. Le pergamene più importanti sono in esposizione presso il museo benedettino.

## L'abbazianullius
L'abate di Nonantola da tempi immemorabili fu considerato abate mitrato e l'abbazia fu considerata abbatia nullius. Il concordato del 1803 tra Napoleone e papa Pio VIII prevedeva espressamente all'articolo 3 la soppressione dell'abbazia nullius di Nonantola. Dopo il 1821, quando morì il vescovo e abate Francesco Maria d'Este che molto fece per preservare l'abbazia nel difficile periodo napoleonico, la carica è stata sempre ricoperta dal vescovo di Modena. Nel 1986 l'arcidiocesi ha assunto la denominazione di arcidiocesi di Modena-Nonantola.

## Misure
Per un confronto con le altre principali chiese romaniche della regione si riporta una tabella con le principali misure
|                           | Duomo di Piacenza | Duomo di Fidenza           | Duomo di Parma              | Duomo di Modena                          | Abbazia di Nonantola | Duomo di Ferrara             | Abbazia di Pomposa          | Abbazia di San Mercuriale        |
| ------------------------- | ----------------- | -------------------------- | --------------------------- | ---------------------------------------- | -------------------- | ---------------------------- | --------------------------- | -------------------------------- |
| Lunghezza totale esterna  | 85,0 m            | 50,5 m                     | 81,7 m (escluso il protiro) | 66,9 m                                   | 54                   | 65,0 m (meno il coro 48,5 m) | 44,0 m (con atrio e abside) | originaria 32,5 m attuale 46,2 m |
| Lunghezza totale interna  | -                 | 47,0 m                     | 78,5 m                      | 63,1 m                                   | 54                   | -                            | 42,0 m                      | -                                |
| Larghezza totale facciata | 32,0 m            | 26,6 m (comprese le torri) | 28,0 m                      | 24,7 m                                   | 23                   | 22,8 m                       | 18,35 m                     | 15,40 m (escluso il campanile)   |
| Altezza esterna facciata  | 32,0 m            | -                          | 29,0 m                      | 22,3 m (coi pinnacoli 29,6 m)            | -                    | 17,0 m                       | 14,1 m                      | 12,85 m                          |
| Altezza campanile         | 71 m              | -                          | 64 m                        | 86,12 m (compreso rialzo del XIV secolo) | -                    | 45 m                         | 48,5 m                      | 75,58 m                          |

## Cronotassi degli abati nonantolani

### Abati regolari
- Sant'Anselmo † (752–3 marzo 803 deceduto)
- Pietro † (804–824)
- Ansfrido † (825–837)
- Ratperto † (838–839)
- Rotichildo † (839–842)
- Giselprando † (842–851)
- Liutefredo † (851–855)
- Leone I † (855–856)
- Pietro II † (856–865)
- Varnefrido † (865–869)
- Ragimbaldo † (869–870)
- Teodorico † (870–887)
- Landefredo † (890–895)
- Leopardo † (895–907)
- Pietro III † (907–913)
- Beato Gregorio † (913–929)[11]
- Ingelberto † (929–941)
- Gerlone † (941–947)
- Gottifredo † (947–958) circa
- Guido Vescovo † di Modena (959–969) circa
- Umberto Vescovo di Parma † (969–974) circa
- Giovanni I Archimandrita † (982–995) circa
- Leone II † (996–998)
- Giovanni † II (998–1000)
- Leone III † (1000–1002)
- Rodolfo I † (1002–1032)
- Rodolfo II † (1035–1053)
- Gottescalco † (1053–1059) circa
- Landolfo I † (1060–1072)
- Damiano † (1086–1112)
- Giovanni III † (1112–1128)
- Ildebrando † (1129–1140)
- Andrea † (1140–1144) circa
- Alberto I † (1144–1154)
- Alberto II † (1154–1178)
- Bonifacio † (1179–1201)
- Raimondo † (1201–1250) circa
- Cirsacco † (1250–1255)
- Buonaccorso † (1255–1262)
- Landolfo II † (1263–1275)
- Guido † (1286–1309)
- Nicolò Baratti † (1309–1329)
- Bernardo † (1330–1334)
- Guglielmo † (1337–1347)
- Federico † (1347–1348)
- Diodato † (1348–1356)
- Lodovico † (1357–1361)
- Ademaro † (1363–1369)
- Tommaso de' Marzapesci † (1369–1385)
- Nicolò d'Assisi † (1386–1398)
- Battista Gozzadini † (1398–1400)
- Delfino Gozzadini † (1400–1405)
- Giangaleazzo Pepoli † (1407–1449)

### Cronotassi degli abati commendatari
- Gurone d'Este † (1449–1484)
- Giuliano card. Della Rovere † (1485–1503)
- Galeotto Franciotti della Rovere † (1503-1505 dimesso)
- Giuliano card. Cesarini † (1505–1510)
- Gianmatteo Sertorio † (1510–1516) circa
- Gianjacopo Sertorio † (1516–1527) circa
- Gianmatteo Sertorio (nuov.) † (1527–1531)
- Antonio Maria Sertorio † (1531–1550)
- Giulio Sertorio † (1550–1560)
- San Carlo Borromeo † (1560–1566)
- Gianfrancesco Bonomi † (1566–1572)
- Guido card. Ferreri † (1573–1582)
- Filippo card. Gustavillani † (1582–1587)
- Girolamo card. Mattei † (1587–1603)
- Alessandro Mattei † (1603–1621)
- Ludovico card. Lodavisi † (1621–1632)
- Antonio card. Barberini † (1632–1671)
- Jacopo card. Rospigliosi † (1671–1684)
- Jacopo card. De Angelis † (1687-1695)
- Sebastiano Antonio card. Tanara † (1695–1724)
- Alessandro card. Albani † (1724–1779)
- Francesco Maria d'Este † (1780–1821)

### Abati commendatari vescovi e arcivescovi di Modena
- Tiburzio marchese Cortese † (1822–1828)
- Giuseppe marchese Sommariva † (1828–1830)
- Adeodato Caleffi O.S.B. † (1830–1838)
- Luigi Reggianini † (1838–1848)
- Luigi Ferrari † (1848–1852)
- Francesco Emilio Cugini † (1852–1872)
- Giuseppe Maria conte Guidelli † (1872–1889)
- Carlo Maria Borgognoni † (1889–1901)
- Natale Bruni † (1901–1926)
- Giuseppe Antonio Ferdinando Bussolari O.F.M. † (1926–1939)
- Cesare Boccoleri † (1940–1956)
- Giuseppe Amici † (1957–1976)
- Bruno Foresti † (1976–1983)
- Bartolomeo Santo Quadri † (1983–1986)

### Arcivescovi-abati di Modena-Nonantola
- Bartolomeo Santo Quadri † (1986–1996)
- Benito Cocchi † (1996–2010)
- Antonio Lanfranchi † (2010–2015)
- Erio Castellucci (2015– )